# Новомелково
Новомелково (рос. Новомелково) — селище в Конаковському районі Тверської області Російської Федерації.
Населення становить 208 осіб. Входить до складу муніципального утворення селище Радченко.

## Історія
Від 2005 року входить до складу муніципального утворення селище Радченко.

## Населення
| 2010 |
| ---- |
| 208  |